# Nonthaburi Challenger II 2025
Il Nonthaburi Challenger II 2025 è stato un torneo maschile di tennis professionistico. È stata la 12ª edizione del torneo, facente parte della categoria Challenger 75 nell'ambito dell'ATP Challenger Tour 2025, con un montepremi di 100 000 $. Si è giocato dal 6 al 12 gennaio 2025 sui campi in cemento del Lawn Tennis Association of Thailand di Nonthaburi, in Thailandia.

## Partecipanti

### Teste di serie
| Nazionalità   | Giocatore            | Ranking* | Testa di serie |
| ------------- | -------------------- | -------- | -------------- |
| Taipei cinese | Hsu Yu-hsiou         | 239      | 1              |
| Italia        | Francesco Maestrelli | 242      | 2              |
| Venezuela     | Gonçalo Oliveira     | 245      | 3              |
| Cina          | Bai Yan              | 255      | 4              |
| Rep. Ceca     | Marek Gengel         | 257      | 5              |
| Cina          | Sun Fajing           | 277      | 6              |
| Francia       | Geoffrey Blancaneaux | 279      | 7              |
| Svizzera      | Rémy Bertola         | 282      | 8              |

* Ranking al 30 dicembre 2024.

### Altri partecipanti
I seguenti giocatori hanno ricevuto una wild card per il tabellone principale:
- Thanapet Chanta
- Maximus Jones
- Wishaya Trongcharoenchaikul

Il seguente giocatore è entrato in tabellone come alternate:
- Daniel Michalski

I seguenti giocatori sono passati dalle qualificazioni:
- Kokoro Isomura
- Zdeněk Kolář
- Jakub Paul
- Benoît Paire
- Hikaru Shiraishi
- Yusuke Takahashi

Il seguente giocatore è entrato in tabellone come lucky loser:
- Neil Oberleitner

## Punti e montepremi
| Torneo    | Torneo              | V     | F     | SF    | QF    | 2T    | 1T  | Q | Q2  | Q1  |
| Singolare | Punti               | 75    | 44    | 22    | 12    | 6     | 0   | 4 | 2   | 0   |
| Singolare | Premi in denaro ($) | 9 880 | 5 820 | 3 450 | 2 000 | 1 165 | 720 | – | 360 | 185 |
| Doppio    | Punti               | 75    | 44    | 22    | 12    | –     | 0   | – | –   | –   |
| Doppio    | Premi in denaro ($) | 4 250 | 2 450 | 1 480 | 880   | –     | 500 | – | –   | –   |

## Campioni

### Singolare
Rio Noguchi ha sconfitto in finale  Cui Jie con il punteggio di 7–6(9), 6–2.

### Doppio
Ray Ho /  Neil Oberleitner hanno sconfitto in finale  Daniel Cukierman /  Joshua Paris con il punteggio di 6–4, 7–6(5).